# Medal NASA za Wybitną Służbę
Medal NASA za Wybitną Służbę (ang. NASA Distinguished Service Medal) – amerykańskie odznaczenie cywilne przyznawane przez Narodową Agencję Aeronautyki i Przestrzeni Kosmicznej, ustanowione 29 lipca 1959 roku.

## Kryteria
Medal NASA za Wybitną Służbę to najwyższe odznaczenie przyznawane przez Narodową Administrację Aeronautyki i Przestrzeni Kosmicznej Stanów Zjednoczonych, zarówno astronautom wojskowym, jak i pracownikom cywilnym. Medal przyznawany jest osobom, które wyróżniają się wybitną służbą, zdolnościami lub odwagą i wniosły osobisty wkład stanowiący znaczny postęp w misji NASA. Wkład ten musi być na tyle wyjątkowy, aby inne formy uznania były dla niego niewystarczające. Większość odznaczonych Medalem NASA za Wybitną Służbę to starsi administratorzy NASA, liderzy kontroli misji i astronauci, którzy odbyli kilka udanych lotów kosmicznych.
Medal był pierwotnie przyznawany przez Narodowy Komitet Doradczy ds. Aeronautyki, a później został odziedziczony przez NASA. Ze względu na prestiż odznaczenia medal ten jest dopuszczony do noszenia na mundurach wojskowych Sił Zbrojnych Stanów Zjednoczonych.

## Opis
Medal jest wykonany z pozłacanego brązu, z emaliowaną częściowo na niebiesko środkową częścią i ma kształt zbliżony do krzyża maltańskiego. Na awersie pośrodku krzyża znajduje się okrągły medalion, a na nim złote przedstawienie logo NASA. W obwódce wokół medalionu znajdują się wybite napisy DISTINGUISHED SERVICE i NASA. Na rewersie czasami grawerowane jest imię i nazwisko odznaczonego oraz data wręczenia medalu (ale nie jest to regułą). Medal ma wymiary 41,8 x 45,8 mm.
Wstążka odznaczenia jest niebieska pośrodku, z cieńszymi błękitnymi paskami na krawędziach i białymi pomiędzy nimi.
W obecnej formie medal jest przyznawany od 1964 roku. Poprzedni typ, nadawany w latach 1959–1964, miał zupełnie inny wygląd i wstążkę.